# Tycho Brahe
Tycho Brahe (Skåne, Dinamarca, 14 de dezembro de 1546 — Praga, 24 de outubro de 1601) nascido Tyge Ottesen Brahe, foi um astrônomo dinamarquês. Teve um observatório chamado Uranienborg na ilha de Ven, no Öresund, entre a Dinamarca e a Suécia.
Tycho esteve ao serviço de Frederico II da Dinamarca e mais tarde do imperador Rodolfo II da Germânia, tendo sido um dos representantes mais prestigiosos da ciência nova - a ciência renascentista, que abrira uma brecha no sólido edifício construído pela Idade Média, baseado na síntese da tradição bíblica e da ciência de Aristóteles. Continuando o trabalho iniciado por Copérnico, foi acolhido pelos sábios ocidentais com alguma relutância. Estudou detalhadamente as fases da lua e compilou muitos dados que serviriam mais tarde a Johannes Kepler para descobrir uma harmonia celestial existente no movimento dos planetas, padrão esse conhecido como leis de Kepler.
O rei Frederico II concedeu a Tycho uma propriedade na ilha de Ven e o dinheiro para construir Uranienborg, o primeiro grande observatório da Europa cristã. Mais tarde, trabalhou na clandestinidade em Stjerneborg, onde percebeu que seus instrumentos em Uranienborg não eram suficientemente estáveis. Seu programa de pesquisa sem precedentes transformou a astronomia na primeira ciência moderna e também ajudou a lançar a Revolução Científica.
Herdeiro de várias famílias nobres, Tycho era bem-educado. Ele trabalhou para combinar o que ele via como os benefícios geométricos do heliocentrismo copernicano com os benefícios filosóficos do sistema ptolomaico, e concebeu o seu sistema, sua própria versão de um modelo do Universo, com o Sol orbitando a Terra, e os planetas como orbitando o Sol. Em De nova stella (1573), ele refutou a crença aristotélica em um reino celestial imutável. Suas medições indicaram que "novas estrelas" (stellae novae, agora chamadas de supernovas) se moviam além da Lua, e ele foi capaz de mostrar que os cometas não eram fenômenos atmosféricos, como se pensava anteriormente.
Tycho foi um astrônomo observacional da era que precedeu a invenção do telescópio, e as suas observações da posição das estrelas e dos planetas alcançaram uma precisão sem paralelo para a época. Após a sua morte, os seus registros dos movimentos de Marte permitiram a Johannes Kepler descobrir as leis dos movimentos dos planetas, que deram suporte à teoria heliocêntrica de Copérnico. Tycho não defendia o Sistema de Copérnico mas propôs um sistema em que os planetas giram à volta do Sol e este orbitava em torno da Terra.
Em 1599, por discordar do novo rei do seu país, mudou-se para Praga e construiu um novo observatório, onde trabalhou até morrer, em 1601.

## Biografia[4]
Primeiro filho de Otto Brahe e Beate Billie, nasceu em um lar nobre na Dinamarca. Otto Brahe chegou a ser um dos membros da Câmara Alta, uma junta de vinte nobres que auxiliavam o rei na administração do país. No entanto Jorgen, seu tio, era quem realmente tinha mais prestígio por chegar a Almirante na Armada dinamarquesa, comandando toda a frota na guerra contra os suecos, foi ele quem criou Tycho, desde a infância. Jorgen, por não ter filhos do sexo masculino, raptou Tycho para criá-lo, brigou com Otto pelo acontecido, porém após algum tempo se acertaram e Brahe continuou a morar com Jorgen.
Tycho começou sua caminhada acadêmica em uma escola paroquial. Desde os sete anos seu tio lhe colocou para estudar latim, mesmo isso sendo estranho para a época, pois sendo um nobre Tycho tinha de aprender a caçar e guerrear, porém Jorgen desejava que fosse ensinado a administrar o Estado. Assim, aos treze anos de idade, seu tio o mandou para a Universidade de Copenhague para estudar Direito e Filosofia. Lá Tycho ficou por três anos. Durante esse tempo pôde presenciar um eclipse parcial do Sol que havia sido previsto com exatidão pelos astrônomos, o que o fez se perguntar em como o homem pudesse conhecer o movimento dos astros e predizer suas posições futuras e logo passou a se interessar pela astronomia.
Tycho saiu de Copenhague e, aos 16 anos, foi para a Universidade de Leipzig, na Alemanha, e lá continuou estudando Direito. Mesmo tendo um tutor, chamado Anders Vedel, contratado por seu tio para que continuasse a estudar direito, Tycho continuou observando os céus e passou a comprar instrumentos e livros de Astronomia para aperfeiçoar ainda mais suas observações. Aos dezessete anos, no dia dezessete de agosto de 1563, este observou Júpiter e Saturno passarem muito próximos um do outro e, lendo as melhores tabelas astronômicas disponíveis na época, constatou uma enorme disparidade entre o instante do acontecimento e o instante previsto. As tabelas Afonsinas haviam errado a data do fenômeno observado por algo em torno de um mês, e mesmo as tabelas elaboradas por Copérnico também erravam a previsão por vários dias. Com isso, Tycho decidiu construir novas tabelas das posições dos astros com uma precisão até então nunca alcançada. Nesta mesma época seu tio morre e deixa não só uma herança, como também a gratidão que o Rei Frederico II tinha com ele.
 De Leipzig, Tycho foi para Augsburg e ali começou sua dedicação total a Astronomia. De Augsburg foi estudar na Universidade de Wittenberg, em 1566 e passou a assistir às aulas de Astronomia de Caspar Peucer. A peste negra assolou Wittenberg e, por consequência, no mesmo ano Tycho foi para a Universidade de Rostock onde, por causa de um duelo, perdeu uma parte de seu nariz. Logo após esse acontecimento, foi expulso de Rostock. Em 1568 Tycho foi para a Universidade da Basiléia, na Suíça, onde viveu por dois anos. Aos vinte e seis anos, em 1570, Brahe voltou para a Dinamarca para morar com seu tio por parte de mãe, Steen Bille. Ele era o único na família que apoiava Tycho no estudo dos astros. Dois anos depois, Tycho observa uma estrela que havia aparecido no céu, o que não ia de acordo com a teoria aristotélica de que o mundo supralunar era perfeito e imutável, pois uma estrela acabara de aparecer. Com a precisão das medições de Tycho, constatou-se que esta estrela estava no "mundo supralunar", o que foi um golpe tremendo no dogma da imutabilidade do Cosmos aristotélico que havia se tornado a visão da Igreja Católica na época. Em 1573 Tycho publicou um livro chamado "Sobre a Nova Estrela Nunca Vista Antes" e então foi convidado pelo rei a dar algumas aulas de Astronomia na Universidade de Copenhagen.
Em 1576 saiu pela Europa, porém no mesmo ano o Rei Frederico II lhe ofereceu a ilha de Hven, para que ele pudesse construir um castelo e um observatório e Tycho aceitou sua oferta e construiu Uranienborg, que era praticamente uma escola de Astronomia, por onde passaram Peder Flemlose, John Hammond, Elias Morsing, Gellius Sascerides, Paul Wittich, Willem Blaeu e Longomontanus, seu principal auxiliar. Já em 1588 o Rei Frederico morreu e seu filho mais velho Cristiano IV assumiu o trono, porém Cristiano não tinha o mesmo apreço que seu pai por Tycho, por esse motivo os dois tinham alguns problemas, assim em 1597 Tycho saiu da Dinamarca e passou por várias cidades Alemãs, entre elas Wandsbech, onde fez um livro, em 1598, sobre seus instrumentos, dedicado ao Imperador Rodolfo II. Então no ano seguinte, em 1599 foi convidado pelo Imperador Rodolfo II a se estabelecer em Praga, onde conheceu um matemático muito talentoso chamado Kepler, que foi quem o ajudou a desvendar a matemática de suas descobertas, pois nessa época já estava mais velho e mais perto de sua morte. E então em 1601 Tycho Brahe morre, no dia vinte e quatro de outubro.  

## Morte
Tycho morreu em 24 de outubro de 1601, onze dias depois de ficar muito doente durante um banquete. Ele permaneceu doente por onze dias e consta que teria dito a Kepler: "Ne frustra vixisse videar!": "Não me deixe parecer ter vivido em vão". Por centenas de anos, a crença geral foi que ele teria morrido de um problema na bexiga. Foi dito que ele teria evitado de sair do banquete antes do fim, por boas maneiras, e que teria estressado sua bexiga ao limite, desenvolvendo uma infecção que o matou. Essa teoria foi apoiada pelo relato de Kepler.
Investigações sugerem que Tycho morreu não de problemas urinários, mas de envenenamento por mercúrio: níveis tóxicos foram encontrados em seus cabelos e na raiz dos cabelos. Tycho pode ter se envenenado tomando medicamentos contendo impurezas não-intencionais de cloreto de mercúrio, ou pode ter sido envenenado. De acordo com um livro de 2005 de Joshua Gilder e Anne-Lee Gilder, há evidências substanciais de que Kepler assassinou Brahe; eles argumentam que Kepler tinha os meios, motivos, e oportunidade, e roubou os dados de Tycho com sua morte. De acordo com os Gilders, seria improvável que Tycho tivesse se envenenado, uma vez que ele era um alquimista conhecido por ser familiarizado com a toxidade dos diferentes compostos de mercúrio. Contudo uma exumação posterior mostra que as concentrações de mercúrio encontradas não seriam suficientes para provocar o envenenamento, o que impossibilita a hipótese de Kepler tê-lo matado.

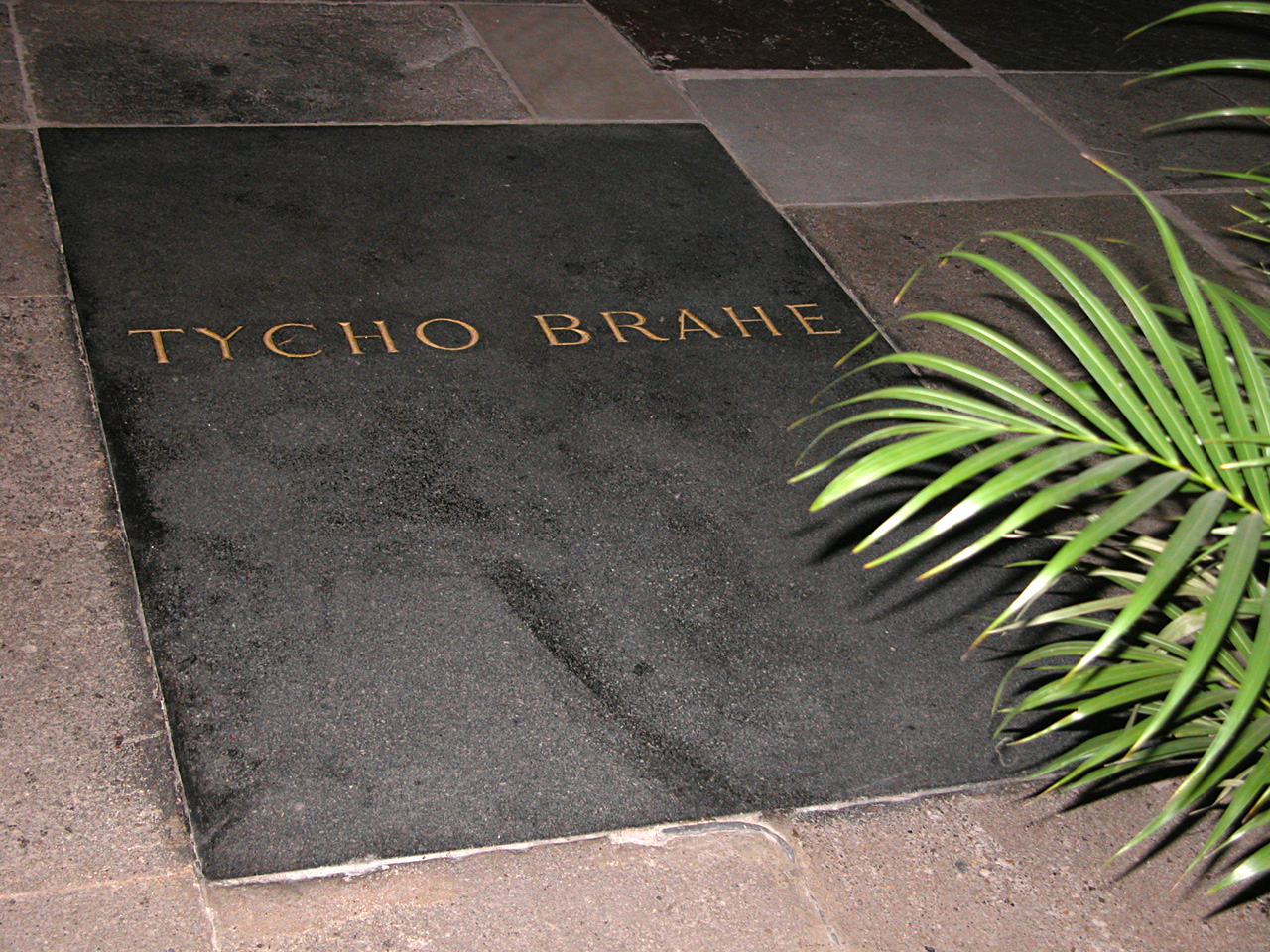
Sepultura de Tycho Brahe, Igreja Nossa Senhora de Týn

Foi sepultado na Igreja Nossa Senhora de Týn, Praga, República Checa.

## O nariz de Tycho
Em 1566, quando era estudante, Tycho Brahe duelou com um nobre dinamarquês, Manderup Parsberg. Ele acabou perdendo um pedaço do nariz. Pelo resto de sua vida ele usou uma prótese que seria de ouro e prata. Porém, em 1901, sua tumba foi aberta e observou-se que o osso no crânio, na região do nariz, tinha cor verde, sinal de exposição ao cobre. Alguns historiadores especularam que ele teria tido várias próteses para diferentes ocasiões, notando que uma de cobre poderia ser mais leve e confortável que uma de metal precioso.

## Cronologia
- 1546 - 14 de dezembro - Tycho Brahe nasce em Knudstrup, Dinamarca
- 1559 - Tycho entra na Universidade de Copenhague
- 1562 - Tycho transfere-se para a Universidade de Leipzig
- 1563 - Faz sua primeira observação astronômica: uma conjunção de Júpiter e Saturno
- 1572 - Descobre uma nova estrela, abalando a fé na doutrina cristã-aristotélica sobre a perfeição e imutabilidade da esfera celeste
- 1574 - Publica: De nova Stella ("Sobre a nova estrela")
- 1577 - Observa a passagem de um cometa, e demonstra que não se trata de um fenômeno atmosférico, como se acreditava desde Aristóteles
- 1582 - O papa Gregório XIII reforma o calendário, corrigindo-o em dez dias, com base nos cálculos de duração do ano efetuados por Tycho
- 1599 - Tycho muda-se para Praga. Johannes Kepler torna-se seu assistente
- 1601 - 13 de outubro - Participa de um banquete em Praga, no qual ficou doente
- 1601 - 24 de outubro - Tycho Brahe morre, em Praga
- 1609 - Johannes Kepler enuncia as Leis do movimento planetário, com base nos trabalhos e observações de Tycho Brahe.

## Trabalhos
- De nova et nullius ævi memoria prius visa Stella. (Estrela Vom nova e nunca antes vista), Copenhague 1573, primeiro livro sobre a supernova de 1572 na constelação de Kassiopeia.
- Editor Tycho Brahe: Diarium Astrologicum et Metheorologicum. (Diário Astrológico e Meteorológico), Uraniborg 1586, compilado pelo aluno de Brahe, Elias Olsen Morsing,
- De mundi aetheri recentioribus phaenomenis. (Fenômenos recentemente observados no mundo etéreo), Uraniborg 1588.
- Editor Tycho Brahe: En Elementisch oc Jordisch Astrologia. Uraniborg 1591, regras camponesas sobre o tempo, autor era o impressor de Brahe.
- Epistolarum Astronomicarum Liber Primus. (Correspondência sobre astronomia - primeiro livro), Uraniborg 1596 (primeira parte da correspondência de Brahe, a segunda foi publicada como Astronomiae Instauratae Progymnasmata).
- Astronomiae Instauratae Mechanica, Wandsbek 1598 (Reimpressão: KLP Koniasch Latin Press, Praga, 1996, ISBN 80-85917-23-8 ), edição original colorida com dedicatória manuscrita que pode ser encontrada na coleção digital do LLB Detmold, descrições e fotos de edifícios e instrumentos em Ven, bem como partes autobiográficas.
- Stellarum octavi orbis inerrantium exatata restitutio. Wandsbek 1598.
- Editor Johannes Kepler: Astronomiae Instauratae Progymnasmata. (Exercícios introdutórios mais recentes em astronomia) Praga 1602–1603, segundo livro sobre a Supernova de 1572, quase todo concluído em Uraniborg.
- De mundi aetherei recentioribus phaenomenis, liber secundus. (Fenômenos recentemente observados no mundo etéreo, segundo livro), Frankfurt 1610,
- Opera omnia sive astronomiae instauratae. Frankfurt 1648, em 15 volumes (Reimpressão: Olms, Hildesheim 2001, ISBN 3-487-11388-0), extensa coleção de dados planetários Tycho Brahe.
- Über den neuen Stern – Ein Loblied auf die himmlischen Wissenschaften (Sobre a Nova Estrela - Uma Canção de Louvor às Ciências Celestiais). (Tübingen 2015, ISBN 978-3-89997-244-3), primeira publicação alemã.

## Legado científico
Embora o modelo planetário de Tycho tenha sido logo desacreditado, suas observações astronômicas foram uma contribuição essencial para a revolução científica. A visão tradicional de Tycho é que ele foi principalmente um empirista que estabeleceu novos padrões para medições precisas e objetivas. Esta avaliação originou-se na biografia de Pierre Gassendi de 1654, Tychonis Brahe, equitis Dani, astronomorum coryphaei, vita. Foi aprofundado pela biografia de John Louis Emi Dreyer em 1890, que foi por muito tempo o trabalho mais influente sobre Tycho. De acordo com o historiador da ciência Helge Kragh, essa avaliação surgiu da oposição de Gassendi ao aristotelismo e ao cartesianismo, e não dá conta da diversidade das atividades de Tycho.
O Prêmio Tycho Brahe, inaugurado em 2008, é concedido anualmente pela Sociedade Astronômica Europeia em reconhecimento ao desenvolvimento pioneiro ou exploração da instrumentação astronômica europeia, ou grandes descobertas baseadas em grande parte nesses instrumentos.